# Похил, Павел Фёдорович
Павел Фёдорович Похил (1904—1973) — физикохимик, один из основателей советской научной школы горения и взрыва, лауреат Сталинской премии (1949).

## Биография
Родился 4 октября 1904 года в селе Головковка Чигиринского уезда.
Окончил Черкасскую профессионально-техническую школу (1926) и химико-технологический факультет Института сахарной промышленности, г. Смелы Киевской области (1930).
С 1930 г. работал в Институте химической физики АН СССР в Ленинграде. В 1935 г. защитил кандидатскую диссертацию на тему «Кинетика образования и сольватации двухмерных коллоидов».
В июле 1941 года вступил в народное ополчение, но через несколько месяцев по вызову Н. Н. Семёнова отозван в Казань (куда эвакуировался институт). Под руководством М. А. Садовского работал над исследованиями механического действия взрыва. В 1943 г. институт возвратился из эвакуации, но не в Ленинград, а в Москву.
С 1946 г. работал в Спецсекторе ИХФ (атомный проект). После первого советского ядерного взрыва (29.08.1949) вместе с М. А. Садовским и П. Л. Декабруном провёл измерения воздушной ударной волны.
«За участие в разработке новейших приборов и методики измерений атомного взрыва» в октябре 1949 года секретными указами правительства в группе разработчиков и испытателей первой советской ядерной бомбы был награждён орденом Трудового Красного Знамени и Сталинской премией II степени.
В дальнейшем занимался изучением механизма горения порохов, возглавляя соответствующую лабораторию. В 1954—1973 гг. начальник отдела горения конденсированных систем (ГКС) и одновременно заведующий лабораторией.
В 1954 г. защитил докторскую диссертацию (технические науки). Решением ВАК СССР от 1967 г. утверждён в учёном звании профессора по специальности химическая физика. Соавтор монографии «Методы исследования процессов горения и детонации».
Заслуженный деятель науки и техники РСФСР (1968). Награждён орденом «Знак Почёта», медалями.
Умер 4 января 1973 года после тяжёлой продолжительной болезни. Похоронен на Востряковском кладбище.

## Труды
Похил П. Ф., Мальцев В. М., Зайцев В. М. Методы исследования процессов горения и детонации / АН СССР. Ордена Ленина ин-т хим. физики. — Москва : Наука, 1969. — 301 с. : ил.; 22 см.